# Mae Nam Yom
El Mae Nam Yom (Tailandés: แม่น้ำยมแม่น้ำยม), o simplemente Yom, es un río en el Norte de Tailandia.
Nace en el condado de Pong (Amphoe), en la provincia de Phayao, fluye hacia el sur y constituye la principal arteria hídrica de las provincias de Phrae y Sukhothai. A ambos lados del Yom, en Si Satchanalai se pueden encontrar hornos de los antiguos talleres de cerámica de los siglos XIV al XVI. Finalmente, desemboca en el Mae Nam Nan en el condado de Chum Saeng, provincia de Nakhon Sawan, formando una de las cuatro cabeceras del Chao Phraya, el principal río de Tailandia.
La cuenca del río Yom y sus afluentes tiene una superficie de 23.616 km²; se encuentra en las provincias de Sukhothai, Phitsanulok, Phichit, Phrae y Lampang.

## Parques nacionales
El Mae Nam Yom atraviesa el gran parque nacional Mae Yom (tailandés: อุทยานแห่งชาติแม่ยม), de 455 km², en la provincia de Phrae.